# Инфраорбитални живац
Инфраорбитални живац (лат. nervus infraorbitalis) је завршна грана горњовиличног нерва. Простире се од доње орбиталне пукотине косо унутра и унапред преко пода очне дупље и улази у инфраорбитални жлеб (лат. sulcus infraorbitalis), а након тога понире у истоимени канал (лат. canalis infraorbitalis) и излази на предњој страни тела горње вилице где се дели у своје завршне гране.

## Бочне гране
Током проласка кроз инфраорбитални жлеб и канал, живац даје своје бочне гране: средњу горњу зубну грану и предње горње зубне гране.
Средња горња зубна грана (лат. ramus alveolaris superior medius) се спушта низ задњи и потом предњи зид виличног синуса и у пределу коренова преткутњака се спаја са осталим зубним гранама и улази у горњи зубни сплет. Највећим делом ова грана оживчава први и други горњи преткутњак.
Предње горње зубне гране (лат. rami alveolares superiores anteriores) се одвајају у инфраорбиталном каналу и најчешће их има две. оне се спуштају низ коштане каналиће у горњој вилици и у пределу коренова предњих зуба улазе у састав горњег зубног сплета. Они инервишу горњи први и други секутић и горњи очњак.

## Горњи зубни сплет
Горњи зубни сплет (лат. plexus dentalis superior) граде задње-горње зубне гране и бочне гране инфраорбиталног нерва. Из њега се издвајају:
- горње зубне гране за горње предње и бочне зубе,
- гране за горње десни (лат. rami gingivales superiores) за десни горње вилице и
- гранчице за зидове зубних чашица (алвеола), слузокожу и зидове виличног синуса.

## Завршне гране
Након што инфраорбитални живац изађе из истоименог канала на предњој страни горње вилице, он се дели у четири групе завршних грана:
- спољашње носне гране (лат. rami nasales externi) за бочни део носа,
- унутрашње носне гране (лат. rami nasales interni) за опнасти део носне предраде,
- горње усне гране за горњу усну и
- доње капачне гране (лат. rami palpebrales inferiores) за оживчавање доњег очног капка.